# Ràtnovo
Ràtnovo (en rus: Ратново) és un poble de l'óblast de Vladímir, a Rússia, segons el cens del 2010 tenia 176 habitants. Pertany al districte municipal de Mélenki.